# Münsterappel

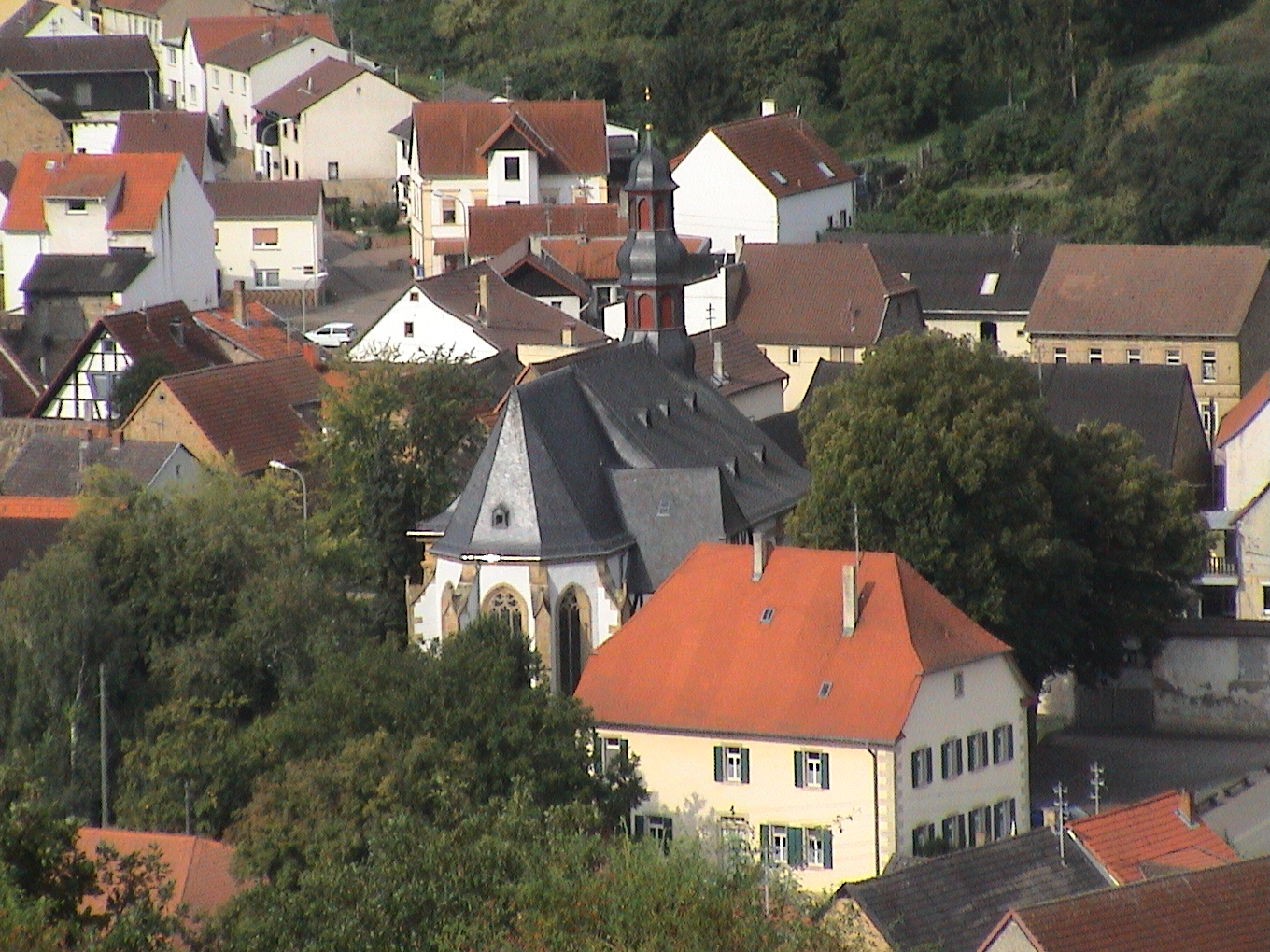
Blick auf Münsterappel

Münsterappel (pfälzisch: Minschtrappel) ist eine Ortsgemeinde im Donnersbergkreis in Rheinland-Pfalz. Sie gehört der Verbandsgemeinde Nordpfälzer Land an, die ihren Verwaltungssitz in der Gemeinde Rockenhausen und eine zusätzliche Verwaltungsstelle in Alsenz hat.

## Geographie

### Lage
Münsterappel liegt in der zum Nordpfälzer Bergland gehörenden Rheinhessischen Schweiz. Nachbargemeinden sind – im Uhrzeigersinn – Niederhausen an der Appel, Mörsfeld, Gaugrehweiler, Oberhausen an der Appel, Alsenz, Kalkofen und Winterborn. Die nächstgelegenen Städte sind Bad Kreuznach, Rockenhausen, Alzey und Kaiserslautern.

### Gewässer
Mitten durch den Ort fließt der Appelbach. Dort nimmt er von rechts den Grundbach auf. Im Nordosten der Gemarkung entspringt der Nonnbach, der jenseits des Gemeindegebietes ebenfalls von rechts in den Appelbach mündet.

## Geschichte
Die älteste erhaltene Erwähnung des Ortes stammt von 893 als Apola, als er von König Arnolf von Kärnten der Reichsabtei St. Maximin in Trier geschenkt wurde. Anfang des 13. Jahrhunderts wird er als monasterium in Apula im Güterverzeichnis der Abtei St. Maximin erwähnt. Auch das Kloster Otterberg besaß hier eine Gülte.
Münsterappel gehörte bis zum Ende des 18. Jahrhunderts zur Wild- und Rheingrafschaft und war dem Amt Grehweiler unterstellt; zeitweise existierte ebenso ein Amt vor Ort. Im Oktober 1789 besuchte Alexander von Humboldt in Begleitung des niederländischen Mediziners Steven Jan van Geuns das Quecksilberbergwerk nordwestlich von Münsterappel. Abgebaut wurde Zinnobererz, aus dem Quecksilber gewonnen wurde.
Nach der Besetzung des Linken Rheinufers durch französische Revolutionstruppen (1794) gehörte der Ort von 1798 bis 1814 zum französischen Kanton Obermoschel und unterstand der Mairie Niederhausen. 1815 hatte der Ort 459 Einwohner. Aufgrund der auf dem Wiener Kongress getroffenen Vereinbarungen kam die Region im selben Jahr zunächst zu Österreich und 1816 aufgrund eines Staatsvertrags an das Königreich Bayern. Von 1818 bis 1862 war Münsterappel Bestandteil des Landkommissariat Kirchheim, das anschließend in ein Bezirksamt umgewandelt wurde.
Am 1. Dezember 1900 wechselte die Gemeinde in das neu geschaffene Bezirksamt Rockenhausen. Ab 1939 war der Ort Bestandteil des Landkreises Rockenhausen. Nach dem Zweiten Weltkrieg wurde Münsterappel innerhalb der französischen Besatzungszone Teil des 1946 neu gebildeten Landes Rheinland-Pfalz. 1961 hatte die Gemeinde insgesamt 595 Einwohner. Im Zuge der ersten rheinland-pfälzischen Verwaltungsreform wechselte die Gemeinde in den neu geschaffenen Donnersbergkreis. 1972 wurde sie der neu gebildeten Verbandsgemeinde Alsenz-Obermoschel zugeschlagen. Seit 2020 ist Münsterappel Bestandteil der Verbandsgemeinde Nordpfälzer Land.

## Politik

### Ortsbürgermeister
Steven Krebs wurde 2024 Ortsbürgermeister von Münsterappel.
Sein Vorgänger war Gernot Pietzsch seit November 2006. Bei der Kommunalwahl am 26. Mai 2019 wurde er mit einem Stimmenanteil von 52,48 Prozent erneut in seinem Amt bestätigt.

### Wappen
| Wappen von Münsterappel | Blasonierung: „In Gold ein roter Löwe, blau gezungt, blau bewehrt und blau gekrönt, ein blaues Schild tragend, darin ein silbernes Münster mit zwei Türmen, alle rot bedacht.“ |
| Wappen von Münsterappel | |

## Kultur und Sehenswürdigkeiten

### Kulturdenkmäler

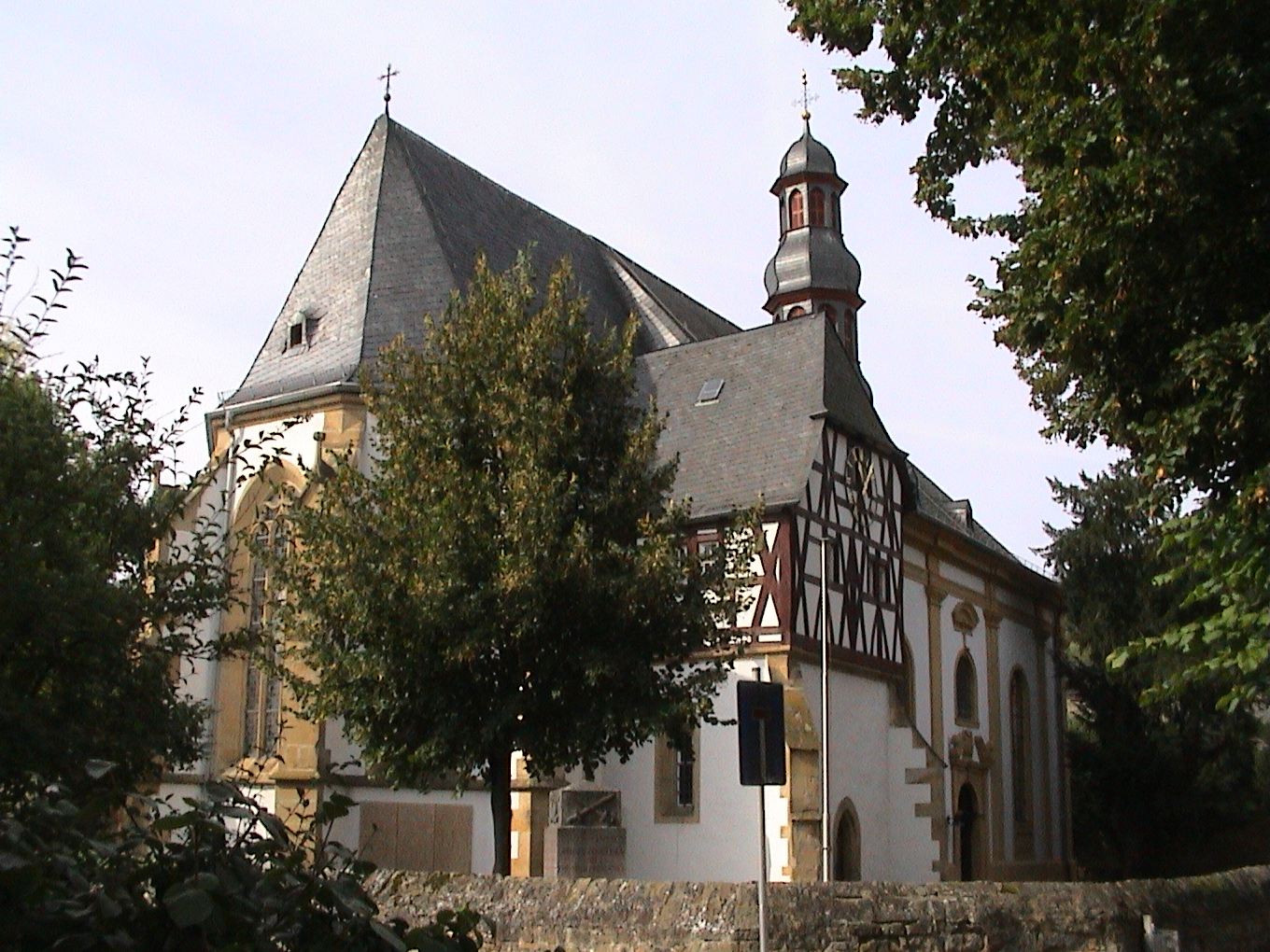
Klosterkirche

Der jüdische Friedhof ist als Denkmalzone ausgewiesen.
Hinzu kommen insgesamt sieben Einzelobjekte, die unter Denkmalschutz stehen, darunter die die Klosterkirche und die Überreste der früheren Synagoge. Erstere wurde 1492 erbaut und wird mittlerweile als evangelische Kirche genutzt. Am 9. September 2007 fand die feierliche Wiedereinweihung der renovierten Kirche statt.

### Natur
Im Gemeindegebiet befinden sich vier Naturdenkmale.

### Veranstaltungen
Die Kirchweih wird jährlich am dritten Wochenende im September veranstaltet. Höhepunkt ist der große Straßenumzug am Sonntag. Im August findet der Radfahrtag im Appelbachtal statt.
Auch die Fasnacht wird im Rahmen einer „Kappensitzung“ immer am Fasnachtswochenende, Samstags ab 20.11 Uhr traditionell vom FSV Münsterappel ausgetragen. Seit vielen Jahren ist die Sitzung weit über die Ortsgrenzen hinaus beliebte Anlaufstelle von Freunden der närrischen Zunft.

### Verein
In Münsterappel gibt es einen Fußballverein FSV Münsterappel sowie seit Anfang 2007 den ersten deutschen Kitepark, Kite Landboarding. Des Weiteren gibt es noch die Freiwillige Feuerwehr Münsterappel.

## Wirtschaft und Infrastruktur

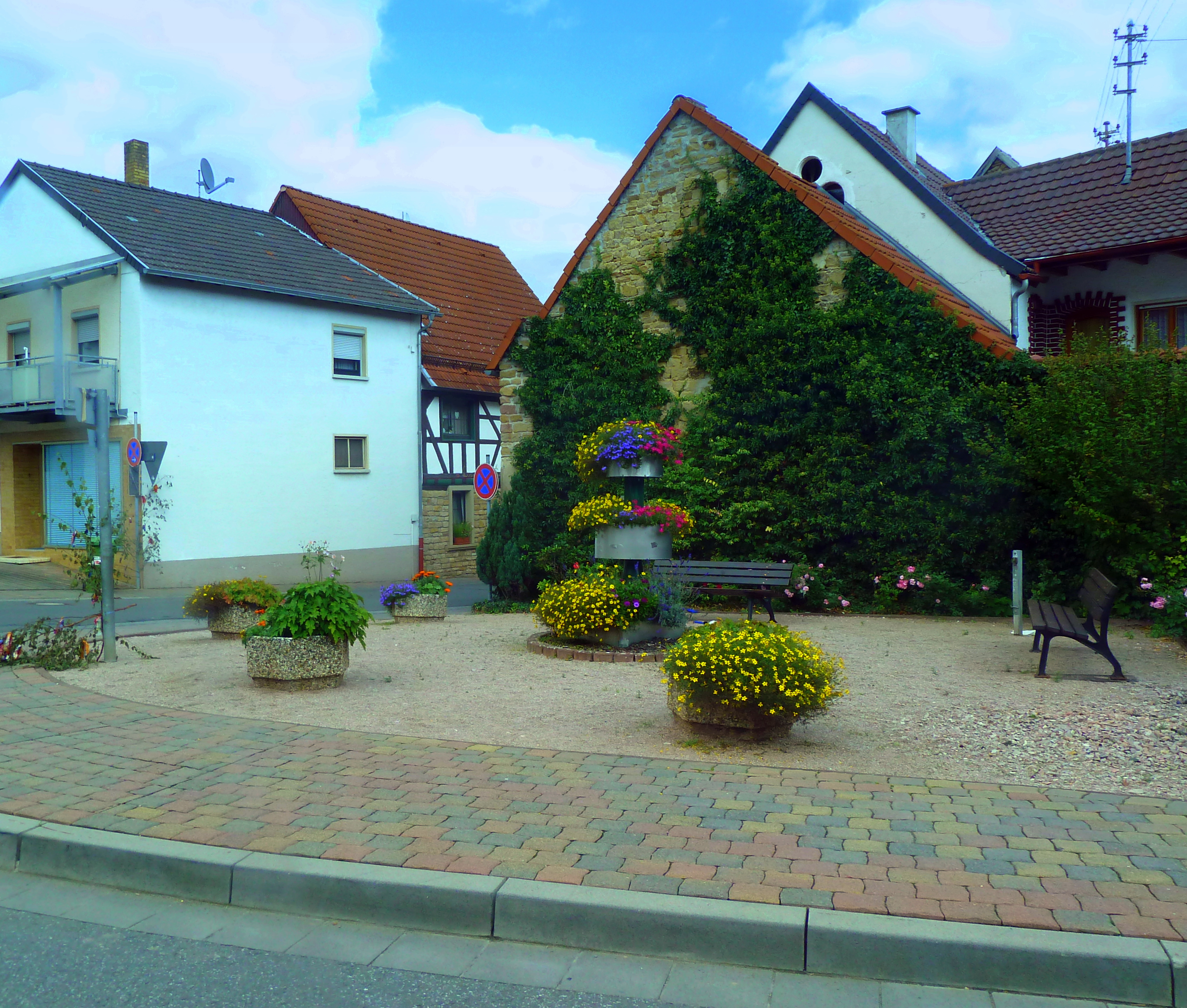
Dorfmitte

### Wirtschaft
Einige Handwerksbetriebe bieten Arbeitsplätze in begrenzter Zahl; vereinzelt sind noch bäuerliche Betriebe vorhanden. Die Mehrzahl der Erwerbstätigen sind Berufspendler in die nahegelegenen Zentren im Raum Bad Kreuznach, Rockenhausen und Kaiserslautern. Der im Zeitraum von 1999 bis 2017 errichtete Windpark Alsenz erstreckt sich teilweise über das Gebiet der Ortsgemeinde.

### Verkehr
Mitten durch den Ort verläuft die Landesstraße 400. Von dieser zweigt die Kreisstraße 24 nach Kalkofen ab. Die Gemeinde ist über die von Behles Bus betriebene Buslinie 914, die in südlicher Richtung nach Rockenhausen und in nördlicher Richtung bis nach Alsenz verläuft, an das Nahverkehrsnetz angebunden. Der Nahverkehr war ab 2000 im Westpfalz-Verkehrsverbund (WVV) organisiert, der seit Sommer 2006 vollständig in den Verkehrsverbund Rhein-Neckar (VRN) integriert ist. Nächstgelegener Bahnhof ist der Bahnhof Alsenz an der Alsenztalbahn.

### Einrichtungen
Münsterappel ist Standort einer Grundschule und eines Kindergartens, der eine Ganztagsbetreuung anbieten kann. Beide Einrichtungen nutzen die neue Dorfgemeinschaftshalle für Schul- und Kindergartensport.

### Tourismus
Durch Münsterappel führen außerdem der Appelbach-Radweg. Im äußersten Westen verläuft für ein kurzes Stück der mit einem roten Balken markierte Fernwanderweg Donnersberg–Donon.